# Microporella laticella
Microporella laticella är en mossdjursart som beskrevs av Ferdinand Canu och Ray Smith Bassler 1928. Microporella laticella ingår i släktet Microporella och familjen Microporellidae. Inga underarter finns listade i Catalogue of Life.